# Михаил Скопски
Михаил (на гръцки: Μιχαὴλ) е православен духовник, скопски митрополит на Печката патриаршия в края на XVI и началото на XVII век.

## Биография
Михаил е архидякон на патриарх Йоан Печки. Става скопски митрополит след 1577 година, но в 1623 година е вече в оставка и живее в манастира Дечани. На 25 август 1635 година патриарх Паисий Печки посещава Дечани и се задържа известно време, тъй като посвещава четири дякона и двама презвитера. На патриарха помагат тетовският епископ Никанор и „бившият някога скопски митрополит“ Михаил. Умира на 18 април 1643 година в Дечани.